# Kleombrotos (regent)
Kleombrotos, regent av Sparta mellan 480 och 479 f.Kr..
Han var medlem av Agiadätten, son till Anaxandridas II och bror till Kleomenes I och Leonidas I. När den senare stupade i slaget vid Thermopyle 480 f.Kr. blev han lärare åt sin brorson Pleistarchos (Leonidas son) och ledare för det grekiska infanteriet i början av det andra mediska kriget. Han var far till Pausanias.